# San Joaquin (Corozal District)

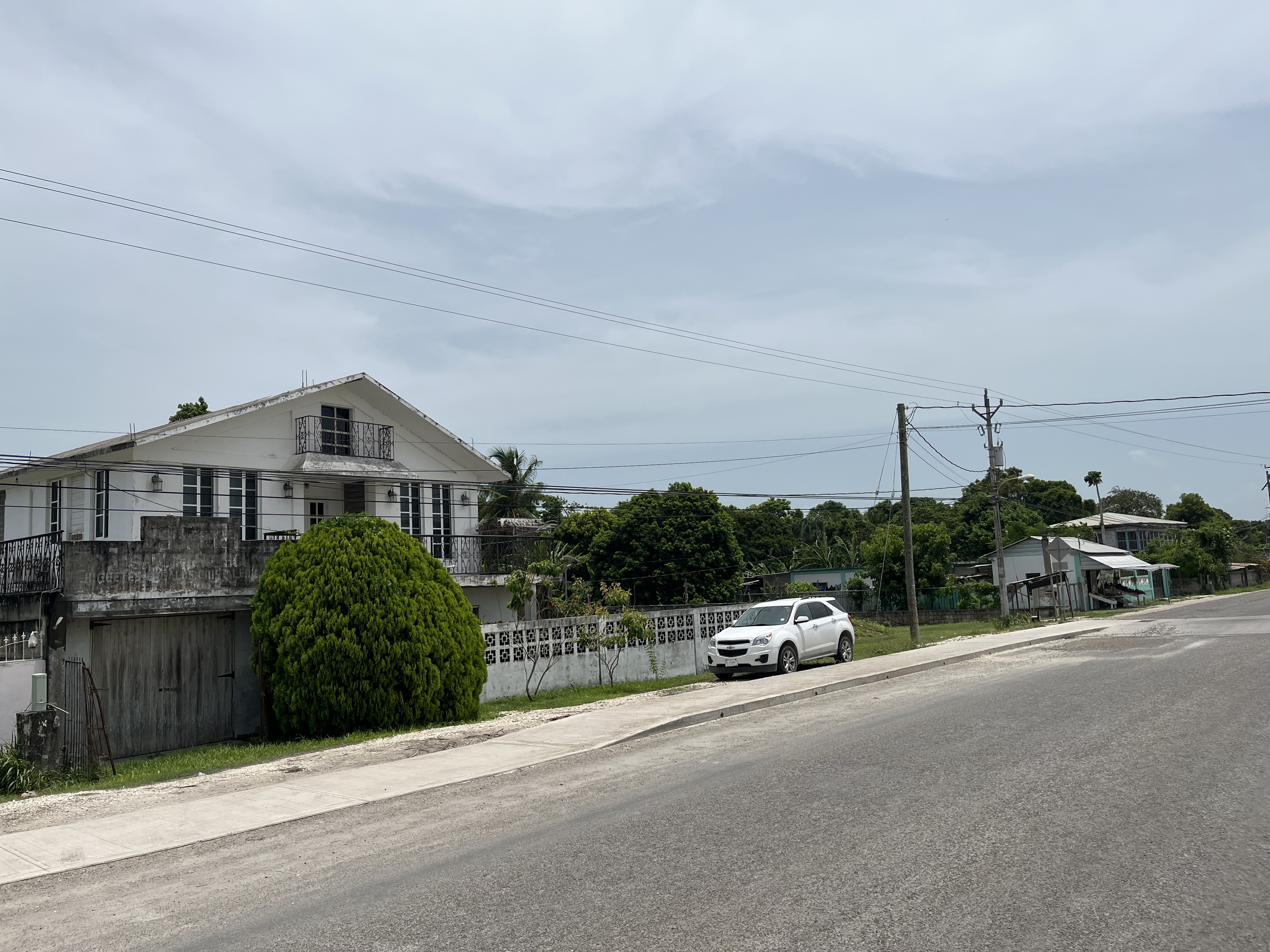
San Joaquín (2023)

San Joaquin ist ein Ort im Corozal District von Belize. 2010 hatte der Ort 1470 Einwohner.

## Geographie
Der Ort liegt zwischen Libertad im Süden und dem Hauptort Corozal im Nordosten in der Nähe des New River und der Ranchito Lagoon (Four Mile Lagoon).
Im Umkreis liegen die Orte Calcutta (NO) und San Francisco (S).

### Verkehr
Durch den Ort verläuft der Philip Goldson Highway, der im Nordosten über Calcutta, Carolina, Ranchito und Corozal an die Grenze von Mexiko führt und im Süden über Concepcion nach Orange Walk Town und Belize City.

## Geschichte
Der Ort wurde im 19. Jahrhundert von Mestizen gegründet, die vor dem mexikanischen Kastenkrieg geflüchtet waren.

## Kultur
Das wichtigste Fest im Ort ist die Fiesta de San Joaquin, am 8. August anfängt und bis zum 16. August andauert.
Der Roman The Festival of San Joaquin von Zee Edgell handelt in San Joaquin.

## Infrastruktur
Für San Joaquin ist das Gesundheitszentrum in Libertad zuständig.

## Schule
Die Grundschule in San Joaquin wird von der katholischen Kirche betrieben.

## Klima
Nach dem Köppen-Geiger-System zeichnet sich San Joaquin durch ein tropisches Klima mit der Kurzbezeichnung Am aus.